# 그 여름에서 기다릴게
《그 여름에서 기다릴게》(일본어: あの夏で待ってる)는 J.C.STAFF에서 제작한 일본의 텔레비전 애니메이션이다. 2012년 1월부터 TV 아이치, KBS 교토, AT-X 등의 방송국에서 방영 중이며, 대한민국에서는 애니플러스에서 매주 금요일 0시 30분에 방영 중에 있다.

## 개요
2010년 경, 쿠로다 요스케와 프로듀서인 오구라 미츠토시의 잡담을 애니메이션으로 제작하고 싶다는 이야기에서, 쿠로다는 처음부터 "청춘물" 또는 "러브 코미디"를 떠올렸고, 오구라는 "쿠로다 씨라고 하면 역시 우온 타라쿠와 콤비다"라는 말을 떠올리고 우온 타라쿠의 캐릭터 이외에는 생각하지 않았다고 한다. "청춘물"과 "캐릭터 디자인은 우온 타라쿠"라는 두가지를 기본으로한 잡담에서 이 작품은 기획되었다고 한다.
작품의 테마로 기본적인 "러브 코미디의 왕도"를 노리고 있다고 쿠로다는 언급했다. 주역으로 등장하는 인원은 최소화하여 그만큼 개개인을 세심하게 그리도록 하고 있다고 한다. 연상의 시청자를 향한 노스텔지어와 함께 연애를 그린다는 점에서 고등학생이 가장 적절하다고 생각하여, 주역은 고등학생이다.

## 줄거리
사진촬영을 즐겨하는 소년인 키리시마 카이토는 꿈 속에서 야경을 배경으로 사진촬영을 하려다가 뜻밖에 닥쳐온 해일에 휩쓸려 난간에 낙하하고 부상을 입게 되다가 갑자기 누군가가 붙잡아 준 손에 의해서 구해지는 꿈을 꾸게 된다. 꿈을 꾸고나니 다행히 별탈없이 자기 방에서 잠이 들었다는 것을 알게 된 카이토. 그러던 어느 날 학교에 새로운 전학생이 편입하게 되자 은근히 전학생인 타카츠키 이치카에게 관심을 보이는 카이토, 그리고 그런 카이토를 언제부터 알고 있었는지 카이토를 보자마자 놀라는 표정을 짓는 듯한 이치카. 이 두 소년소녀의 기묘하고도 은근스러운 관계가 시작되려하는데....

## 등장인물
타카츠키 이치카(貴月 イチカ)
성우 - 토마츠 하루카
본작의 여주인공. 사실은 지구인이 아닌 외계에서 온 외계인으로 키리시마 카이토가 다니는 학교에 전학을 오게 되어서 키리시마 카이토와 만나게 되었으며 리논이라는 우주생물이 있다. 카이토와는 과거에 어떤 일이 있었는지 카이토를 처음 보자마자 그를 보면서 놀라는 듯한 표정을 짓기도 하였다.
키리시마 카이토(霧島 海人)
성우 - 시마자키 노부나가
본작의 남주인공. 사진촬영이 취미인 소년으로 독립영화 촬영을 꿈꾸고 있으며 꿈 속에서 야경을 촬영하게 되었다가 뜻밖의 해일에 낙하하고 부상을 입게 되었다가 누군가의 손에 붙잡혀 구해지는 꿈을 꾸게 되었고 타카츠키 이치카가 학교에 전학을 오게 되면서 그녀에게 관심을 보이게 된다.
타니가와 칸나(谷川 柑菜)
성우 - 이시하라 카오리
카이토가 다니는 학교에서 카이토의 동급생으로 있는 여학생. 은근히 이치카에게 관심을 보이려는 카이토를 주시한다.
이시가키 테츠로(石垣 哲朗)
성우 - 오기하라 히데키
카이토가 다니는 학교의 동급생으로 카이토에게 이치카를 만나게 해 준다.
키타하라 미오(北原 美桜)
성우 - 아스미 카나
카이토가 다니는 학교에서 카이토의 동급생으로 있는 여학생. 테츠로에게 은근히 관심을 보이고 있다.
야마노 레몬(山乃 檸檬)
성우 - 타무라 유카리
트윈테일 헤어스타일을 가진 땅딸막한 키를 가진 여학생이자 이치카의 동급생. 무슨 사연이 있는지 다른 디자인의 교복을 늘 입고있으며 이치카와 처음으로 친구가 되었던 소녀이기도 하다.
리논(りのん)
성우 - 히다카 리나
이치카가 데려온 정체불명의 우주생물.
키리시마 나나미(霧島 七海)
성우 - 히사카와 아야
카이토의 누나. 부모님을 여의게 된 동생 카이토를 보살펴왔다가 이치카가 등장하게 되면서 그녀에게 카이토를 맡기고 볼리비아로 출장을 가게 된다.
키노시타 카오리
성우 - 카야노 아이
카이토의 초등학생 시절 동창생인 소녀로 카이토들이 오키나와로 여행을 갔을 때 현지에서 우연히 만나게 되었다. 카이토를 '우미'라는 이름으로 부른다.
아리사와 치하루
성우 - 이구치 유카
카오리와 함께 오키나와에 놀러오게 된 소녀. 처음 만나게 된 테츠로를 보자마자 그에게 관심을 보이기 시작하여 집착을 하게 된다.

## 제작진
- 원작 - I*Chi*Ka
- 감독 - 나가이 타츠유키
- 각본 - 쿠로다 요스케
- 캐릭터 원안 - 우온 타라쿠
- 캐릭터 디자인 - 타나카 마사요시
- 메카닉 디자인 - 에비카와 카네타케
- 프롭 디자인 - 야코우 히로시
- 미술감독 - 카와모토 아유
- 색채 설계 - 무라나가 마야
- 촬영 감독 - 오오코우치 요시오
- 편집 - 니시야마 시게루
- 음향 감독 - 아케타가와 진
- 음악 - I've sound/이우치 마이코
- 음악 프로듀서 - 니시무라 쥰
- 치프 프로듀서 - 오오사와 노부히로
- 프로듀서 - 오구라 미츠토시, 카와카미 류타로, 마츠자카 유지
- 프로듀스 - GENCO
- 애니메이션 제작 - J.C.STAFF
- 제작 - 나츠마치 제작위원회 (제네온 유니버설 엔터테인먼트, 쇼 게이트, AT-X, 부시로드, GENCO, J.C.STAFF)

## 주제가
오프닝 테마 〈sign〉
작사 - KOTOKO / 작곡 - 오리토 신지 / 편곡 - 타카세 카즈야 / 노래 - Ray
엔딩 테마 〈ビードロ模様〉(비드로 모양)
작사 - 야나기나기 / 작곡 - 나카자와 토모유키 / 편곡 - 나카자와 토모유키·오자키 타케시 / 노래 - 야나기나기

## 방영 목록
| 화수   | 제목                                     | 각본          | 콘티                          | 연출                            | 작화감독                                                                    | 총작화감독                      |
| ------ | ---------------------------------------- | ------------- | ----------------------------- | ------------------------------- | --------------------------------------------------------------------------- | ------------------------------- |
| 제1화  | 困ります、先輩。 곤란해요, 선배.         | 쿠로다 요스케 | 나가이 타츠유키               | 나가이 타츠유키                 | 키모토 시게키                                                               | 타나카 마사히로                 |
| 제2화  | 先輩といっしょ… 선배와 함께…             | 쿠로다 요스케 | 니헤이 유이치                 | 타카시마 다이스케               | 히야미즈 유키에                                                             | 타나카 마사히로                 |
| 제3화  | 先輩が言っちゃう… 선배가 말할거야…       | 쿠로다 요스케 | 스즈키 켄타로                 | 스즈키 켄타로                   | 야코우 히로시                                                               | 히야미즈 유키에 타나카 마사히로 |
| 제4화  | 先輩はすごかった。 선배가 굉장했다.      | 쿠로다 요스케 | 야마시타 유우                 | 사쿠라비 카츠시                 | 이토 이오리코 오치아이 히토미 오오다테 코지                                 | 타나카 마사히로                 |
| 제5화  | 先輩はヒロイン。 선배는 히로인.          | 쿠로다 요스케 | 니헤이 유이치                 | 스즈키 카오루                   | 야마시타 유우 나카노 료코                                                   | 히야미즈 유키에 타나카 마사히로 |
| 제6화  | 先輩にライバル。 선배에게 라이벌.        | 쿠로다 요스케 | 이케하타 히로시               | 타카시마 다이스케               | 키모토 시게키                                                               | 타나카 마사히로                 |
| 제7화  | 先輩の気持ち。 선배의 마음.              | 쿠로다 요스케 | 스즈키 켄타로                 | 스즈키 켄타로                   | 야코우 히로시 토미오카 히로시 니이가키 카즈나리                             | 히야미즈 유키에 타나카 마사히로 |
| 제8화  | 先輩がPINCH。 선배가 PINCH.              | 쿠로다 요스케 | 사쿠라비 카츠시               | 사쿠라비 카츠시                 | 키모토 시게키 이와사키 쇼타 이토 료타 오오다테 코지                         | 타나카 마사히로                 |
| 제9화  | せんぱい 선배                            | 쿠로다 요스케 | 사쿠라이 치카라               | 사쿠라이 치카라                 | 야마시타 유우 사이토 미카 이시카와 켄스케 야코우 히로시 토미오카 히로시     | 히야미즈 유키에 타나카 마사히로 |
| 제10화 | 先輩と僕らの。 선배와 우리의.            | 쿠로다 요스케 | 니헤이 유이치                 | 타카시마 다이스케               | 키모토 시게키 이토 이오리코 오오다테 코지 니이가키 카즈나리 루타로          | 타나카 마사히로                 |
| 제11화 | 行かないで、先輩。 가지마, 선배.         | 쿠로다 요스케 | 사토 타쿠야                   | 스즈키 켄타로 사쿠라비 카츠시   | 야코우 히로시 이토 료타 니이가키 카즈나리 토미오카 히로시                   | 히야미즈 유키에                 |
| 제12화 | あの夏で待ってる。 그 여름에서 기다릴게. | 쿠로다 요스케 | 나가이 타츠유키 니헤이 유이치 | 나가이 타츠유키 니시고리 아츠시 | 키모토 시게키 사쿠라이 치카라 야마시타 유우 이시카와 켄스케 타나카 마사히로 | 타나카 마사히로                 |

## 인터넷 라디오
《이치카와 리논의 나츠마치 라디오》라는 제목으로 HiBiKi Radio Station에서 방송 중. 첫회는 2011년 12월 26일에 방송되었으며, 본 방송은 2012년 1월 16일부터 격주 월요일에 방송 중.
- 진행자 : 토마츠 하루카 (타카츠키 이치카 역), 히다카 리나 (리논 역)